# 박상오
박상오(1981년 3월 24일 ~ )는 前 대한민국의 농구선수였고 現 SPOTV 농구해설위원이다.